# Chlorotettix borealis
Chlorotettix borealis är en insektsart som beskrevs av Sanders och Delong 1917. Chlorotettix borealis ingår i släktet Chlorotettix och familjen dvärgstritar. Inga underarter finns listade i Catalogue of Life.